# Asia Pacific Poker Tour Saison 5
Résultats et tournois de la saison 5 de l'Asia Pacific Poker Tour (APPT).

## Résultats et tournois

### APPT 5 Melbourne
- Lieu : Crown Casino, Melbourne,  Australie[1]
- Prix d'entrée : 5 000 AUD[1]
- Date : Du 29 juillet au 1er août 2011[1]
- Nombre de joueurs :  260
- Prize Pool : 1 222 000 AUD
- Nombre de places payées :  28

| Place | Nom               | Prix        |
| ----- | ----------------- | ----------- |
| 1er   | Leo Boxell        | 330 000 AUD |
| 2e    | Phillip Willcocks | 207 600 AUD |
| 3e    | Phares Bouya      | 116 000 AUD |
| 4e    | Will Jones        | 88 600 AUD  |
| 5e    | Van Marcus        | 73 300 AUD  |
| 6e    | Michael Frydman   | 58 000 AUD  |
| 7e    | Eddie Mascardi    | 45 800 AUD  |
| 8e    | Jackson Zheng     | 36 700 AUD  |
| 9e    | Julius Colman     | 27 500 AUD  |

### APPT 5 Queenstown Snowfest
- Lieu : Skycity Casino, Queenstown,  Nouvelle-Zélande[2]
- Prix d'entrée : 3 000 NZD[2]
- Date : Du 23 au 28 août 2011[2]
- Nombre de joueurs :  127
- Prize Pool : 342 900 NZD
- Nombre de places payées :  15

| Place | Nom                  | Prix       |
| ----- | -------------------- | ---------- |
| 1er   | Marcel Schreiner     | 94 300 NZD |
| 2e    | Matty Yates          | 60 000 NZD |
| 3e    | John Waterman        | 35 150 NZD |
| 4e    | Carl Knox            | 29 145 NZD |
| 5e    | Daniel Laidlaw       | 24 000 NZD |
| 6e    | Tom Grigg            | 19 715 NZD |
| 7e    | Xiao Xia             | 16 290 NZD |
| 8e    | Hugh Cohen           | 12 860 NZD |
| 9e    | Jonathan Karamalikis | 10 280 NZD |

### APPT 5 Macao
- Lieu : Lisboa Hotel & Casino,  Macao[3]
- Prix d'entrée : 30 000 HKD[3]
- Date : Du 23 au 27 novembre 2011[3]
- Nombre de joueurs :  575
- Prize Pool : 15 552 600 HKD
- Nombre de places payées :  70

| Place | Nom               | Prix          |
| ----- | ----------------- | ------------- |
| 1er   | Randy Lew         | 3 772 000 HKD |
| 2e    | Jimmy Pan         | 2 367 000 HKD |
| 3e    | Jeffrey Rossiter  | 1 306 000 HKD |
| 4e    | Fabian Spielmann  | 1 019 000 HKD |
| 5e    | Zuo Wang          | 809 000 HKD   |
| 6e    | Fam Kai-Yat       | 653 000 HKD   |
| 7e    | Daniel Nordstroms | 498 000 HKD   |
| 8e    | Tan Tai Zheng     | 373 000 HKD   |
| 9e    | David Steicke     | 263 300 HKD   |

### APPT 5 Séoul
- Lieu : Paradise Walker-Hill Casino, Séoul,  Corée du Sud[4]
- Prix d'entrée : 1 240 000 KRW[4]
- Date : Du 8 au 11 mars 2012[4]
- Nombre de joueurs :  268
- Prize Pool : 717 489 600 KRW
- Nombre de places payées :  28

| Place | Nom              | Prix            |
| ----- | ---------------- | --------------- |
| 1er   | Andrew Kim       | 145 000 000 KRW |
| 2e    | Vincent Rubianes | 106 000 000 KRW |
| 3e    | Rafael Sans      | 94 500 000 KRW  |
| 4e    | Moritz Ortman    | 90 500 000 KRW  |
| 5e    | Saša Zorc        | 43 000 000 KRW  |
| 6e    | José Severino    | 34 000 000 KRW  |
| 7e    | Mike Kwon        | 27 000 000 KRW  |
| 8e    | Daisuke Endo     | 21 400 000 KRW  |
| 9e    | Kenneth Wong     | 15 889 600 KRW  |

### APPT 5 Cebu
- Lieu : Waterfront Hotel & Casino, Cebu,  Philippines[5]
- Prix d'entrée : 92 800 PHP[5]
- Date : 25 avril 2012[5]
- Nombre de joueurs :  246
- Prize Pool : 21 953 040 PHP
- Nombre de places payées :  28

| Place | Nom               | Prix          |
| ----- | ----------------- | ------------- |
| 1er   | Hoang Do          | 5 927 000 PHP |
| 2e    | Nick Wong         | 3 732 000 PHP |
| 3e    | Cameron Duff      | 2 086 000 PHP |
| 4e    | Michael Kanaan    | 1 592 000 PHP |
| 5e    | Amit Varma        | 1 317 000 PHP |
| 6e    | Sameer Rattonsey  | 1 043 000 PHP |
| 7e    | Jacky Wang        | 823 000 PHP   |
| 8e    | Jae Kyung Sim     | 658 500 PHP   |
| 9e    | Antoine Amourette | 494 000 PHP   |